# Grève du zèle
 (septembre 2022).
Si vous disposez d'ouvrages ou d'articles de référence ou si vous connaissez des sites web de qualité traitant du thème abordé ici, merci de compléter l'article en donnant les références utiles à sa vérifiabilité et en les liant à la section « Notes et références ».
L'expression « grève du zèle » est utilisée en relations industrielles, en droit et en relations de travail pour décrire un type de moyen de pression collectif et concerté, exercé par des travailleurs au sein d'une entreprise ou d'un organisme.
Le terme grève du zèle ne peut être considéré comme une grève au sens du code du travail du Québec et au sens de la loi du 11 février 1950 et de la constitution en France car il ne comporte pas d'arrêt de travail concerté. En revanche, le code canadien du travail a inclus cette forme de moyen d'action dans la définition du mot grève.
Ce type de grève, que l'on peut assimiler à un type de grève perlée (soit un ralentissement du travail), consiste à appliquer minutieusement et à l'exagération toutes les directives patronales, ainsi que la totalité des clauses de la convention collective et de la définition de tâche. Les travailleurs useront également d'un perfectionnisme extrême dans l'accomplissement de leurs tâches respectives. Par exemple, des douaniers en conflit fouilleront minutieusement chaque voiture qui passera la frontière, ce qui provoquera des bouchons au point de passage (par exemple, les grèves des douaniers italiens et français en 1984, qui ont influencé la signature de l'accord de Schengen).
Le but recherché par cette action est de ralentir le travail et de diminuer l'efficacité de l'entreprise ou de l'organisme tout en demeurant à son poste et en évitant les pertes de salaire et les sanctions légales qui peuvent accompagner le déclenchement d'un débrayage.
Les travailleurs usant de cette stratégie ne peuvent se voir amputer de leur salaire en vertu du code du travail du Québec et du code du travail français. Par contre les grévistes zélés peuvent se voir imposer des peines disciplinaires allant jusqu'au congédiement sans pouvoir bénéficier des protections légales prévues pour les travailleurs faisant la grève. Le Code canadien du travail, quant à lui, permet à l'employeur d'amputer les heures grevées en plus d'imposer les sanctions disciplinaires justes et équitables au sens de la loi et de la jurisprudence.